# Sachsen-Tour

Logo

Die Sachsen-Tour International war ein Straßenradrennen, das von 1985 bis 2009 jährlich zunächst in der DDR und dann im Freistaat Sachsen ausgetragen wurde.
Das Etappenrennen war zuletzt Teil der UCI Europe Tour (in UCI-Kategorie 2.1). Die Sachsen-Tour fand im Juli, parallel zur Tour de France, statt und wurde 1985 erstmals ausgetragen. Das fünftägige Rennen umfasst auch Mittelgebirgsetappen durch das Erzgebirge. Rekordsieger sind Jörn Reuß, Uwe Ampler und Thomas Liese mit zwei Gesamtsiegen. Seit 1986 wurde auch eine Bergwertung ausgetragen. Erster Gewinner dieser Sonderwertung war Uwe Ampler.
Im April 2010 fiel das Rennen wegen Rückzugs des Hauptsponsors aus. Seitdem findet die Sachsen-Tour nicht mehr statt. 

## Sieger
- 2009  Patrik Sinkewitz
- 2008  Bert Grabsch
- 2007  Joost Posthuma
- 2006  Wladimir Gussew
- 2005  Mathew Hayman
- 2004  Andrei Kaschetschkin
- 2003  Fabian Wegmann
- 2002  Oskar Camenzind
- 2001  Jørgen Bo Petersen
- 2000  Thomas Liese
- 1999  Jörn Reuß
- 1998  Thomas Liese
- 1997  Anton Chantyr
- 1996  Jens Voigt
- 1995  Dirk Müller
- 1994  Brian Fowler
- 1993  Brendan Hart
- 1992  Jörn Reuß
- 1991  Steffen Blochwitz
- 1990  Jans Koerts
- 1989  Uwe Ampler
- 1988  Frank Kühn
- 1987  Jens Heppner
- 1986  Uwe Ampler
- 1985  Wolfgang Lötzsch